# Pozal de Gallinas
Pozal de Gallinas est une commune de la province de Valladolid dans la communauté autonome de Castille-et-León en Espagne.

## Sites et patrimoine
Les édifices les plus caractéristiques de la commune sont :
- Église San Miguel.
- Chapelle de la Virgen de la Estrella.

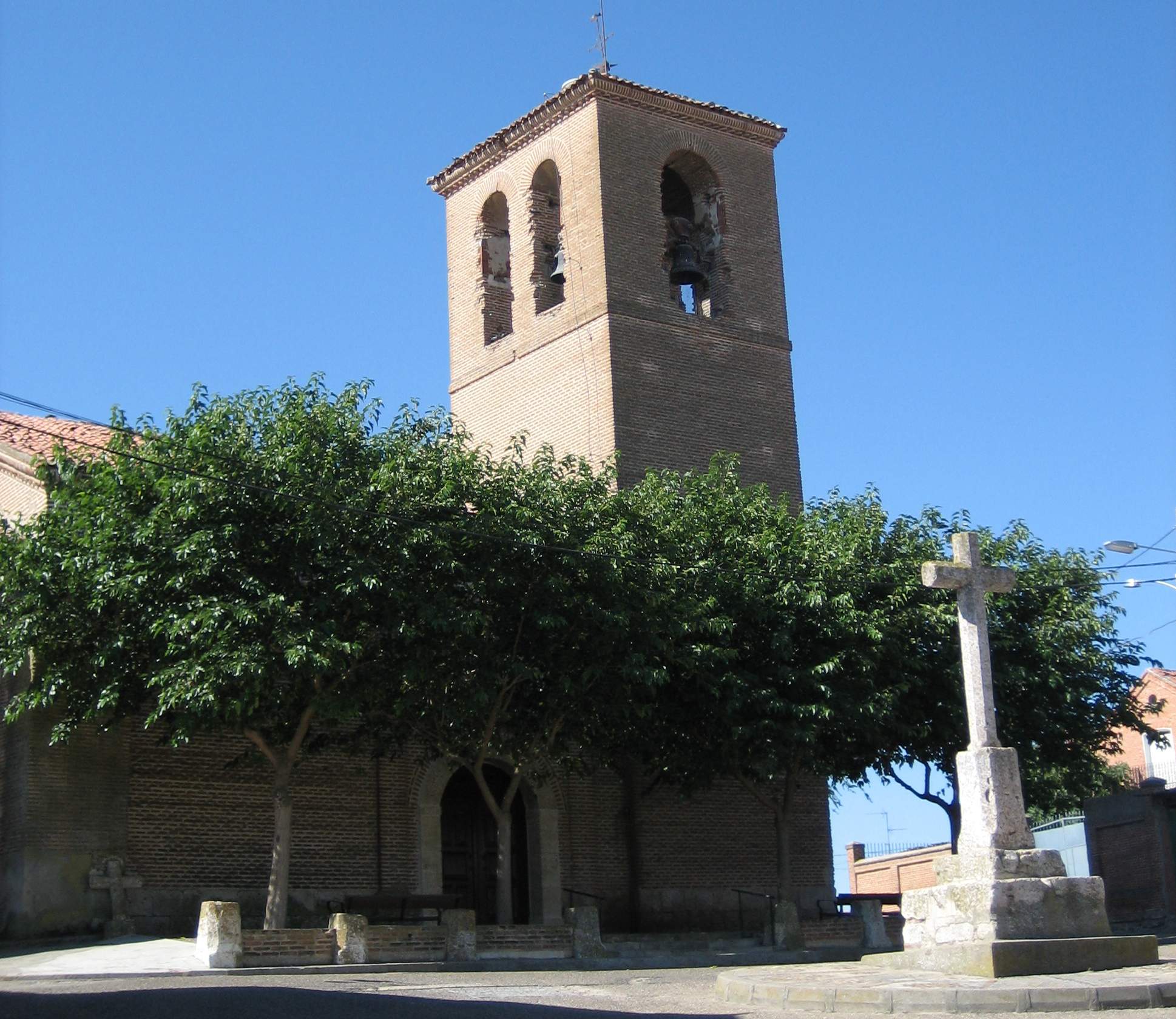
Église San Miguel.
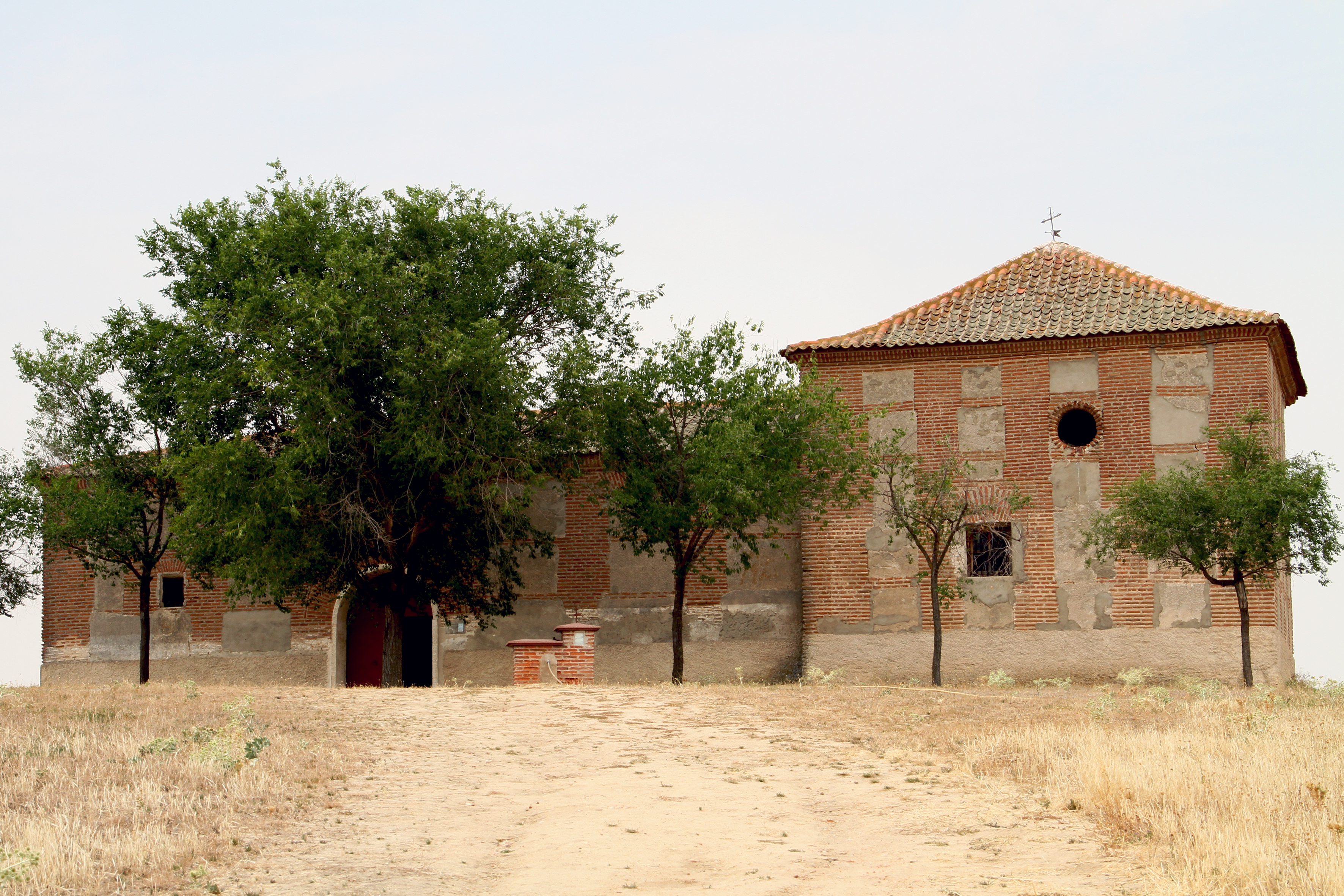
Chapelle de la Virgen de la Estrella.
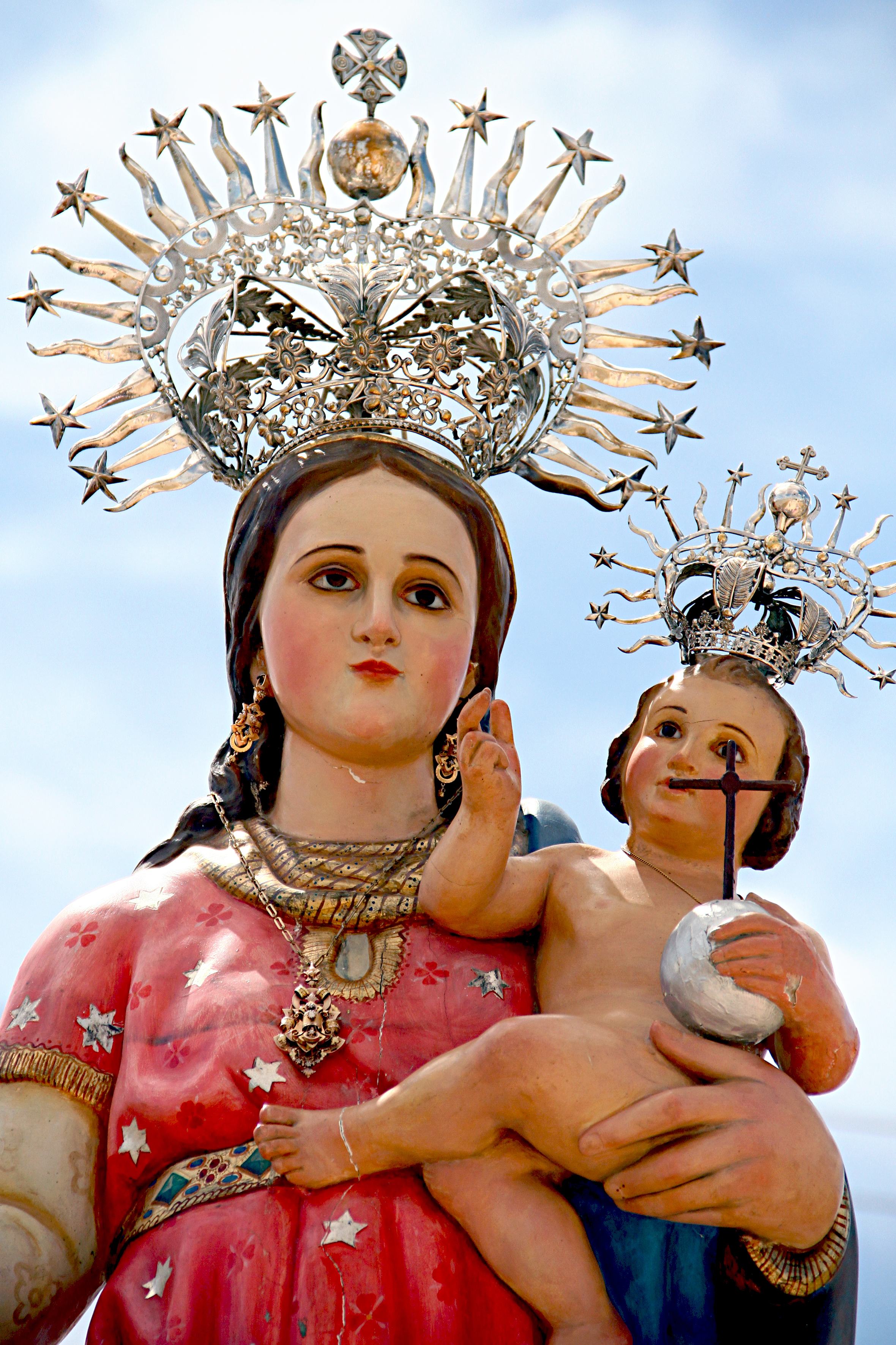
Image de la Virgen de la Estrella.

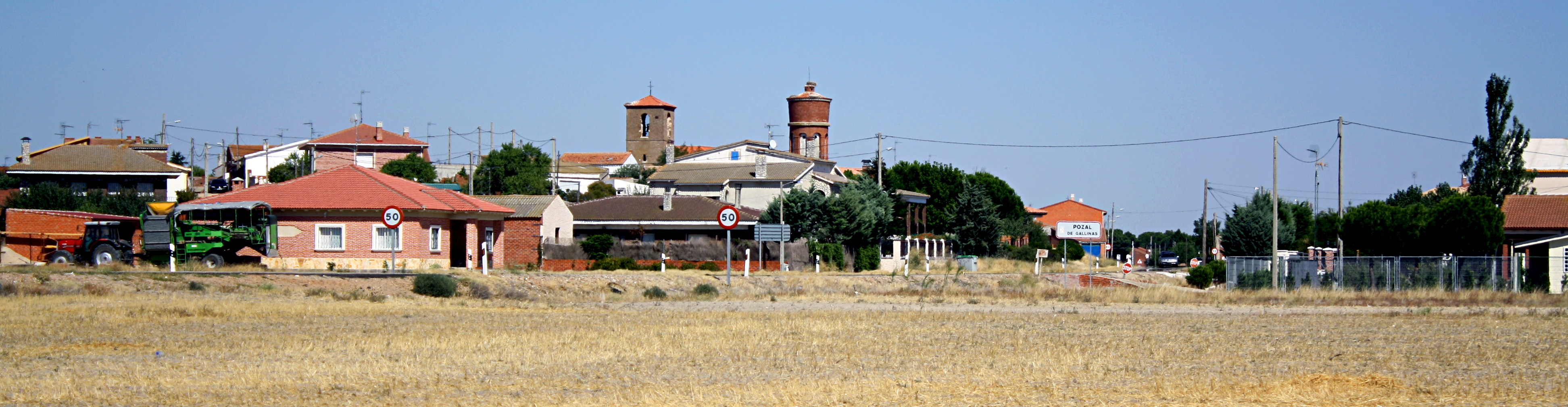